# Бориско Дем'ян Іванович
Дем'я́н Іва́нович Бори́ско  (*13 листопада 1879, Старе Село — 4 травня 1969, США) — український журналіст прокомуністичного спрямування, діяч української преси в США.

## Біографія
Народився в селі Старе Село Любачівського повіту (тепер Підкарпатське воєводство, Польща) в сім'ї селянина. 1904 року емігрував до США, де працював у промисловості та сільському господарстві. Від 1915 року — співробітник газети «Народна воля» (м. Скрентон, Пенсільванія), у 1922—1923 роках був її редактором. Усунено з посади за вміщування прокомуністичних статей. Від 1924 року Бориско стає постійним працівником газети «Українські щоденні вісті».
З 1957 року — співробітник щотижневої газети «Українські вісті».
1924 року брав участь у заснуванні і діяльності Союзу українських робітничих організацій, згодом перейменованого в Ліґу американських українців.
Бориско — автор віршів, нарисів і оповідань. Йому належить книга «Що є в Біблії?» (1923).